# Lázaro Luís
Lázaro Luís (século XVI) foi um cartógrafo português.

## Obras
- 1563 - Atlas manuscrito em pergaminho actualmente na Academia das Ciências de Lisboa.

Uma das cartas mostra a África Ocidental com o Castelo de São Jorge da Mina iluminado em destaque.
A terceira página do atlas mostra o litoral do Brasil com abundante nomenclatura e razoável precisão geográfica. Como curiosidade, esta carta privilegia os domínios de Castela, cujos escudo e bandeira aparecem a 19 graus de latitude sul, ou seja, bastante ao norte da capitania do Rio de Janeiro. As bandeiras de Portugal e da Ordem de Cristo estão circunscritas ao litoral norte-nordeste, embora nessa época ainda fosse expressiva a colonização portuguesa na capitania de São Vicente.
Ainda no mesmo atlas, a carta referente à América Meridional ilustra todo o norte da América do Sul (com destaque para o rio Amazonas), as Antilhas e a América Central, desde o Panamá até ao México, também com abundante nomenclatura, tanto na costa atlântica como na do Pacífico. Essas características conferiram importância a esta carta, particularmente quando da chamada Questão do Amapá, na passagem do século XIX para o século XX, utilizada que foi pela diplomacia brasileira para a obtenção do laudo arbitral que lhe deu ganho de causa.